# Pazayac
 Pazayac  (en occitano Pasaiac) es una población y comuna francesa, situada en la región de Aquitania, departamento de Dordoña, en el distrito de Sarlat-la-Canéda y cantón de Terrasson-Lavilledieu.

## Demografía
| 418 | 411 | 625 | 627 | 640 | 574 |
| Para los censos de 1962 a 1999 la población legal corresponde a la población sin duplicidades (Fuente: INSEE [Consultar]) |     |     |     |     |     |